# 勝部真長
勝部 真長（かつべ みたけ、1916年3月30日 - 2005年6月19日）は、日本の倫理学者。お茶の水女子大学名誉教授。

## 略歴
東京府牛込生まれ。旧制松江高等学校を経て、1940年東京帝国大学文学部倫理学科卒業、1948年同大学院修士課程修了。和辻哲郎に師事する。日本出版会に勤めた後、東大副手、講師を務める。1963年文部省在外研究員としてドイツ、イギリスに留学。お茶の水女子大学で教授を務めた。1979年定年退官、名誉教授、上越教育大学教授。1981年中央教育審議会委員、1985年総務庁青少年問題審議会副会長。1989年勲二等瑞宝章受章。ほかに、日本道徳教育学会会長、日本倫理学会会長、政教関係を正す会会長、海上自衛隊幹部学校講師、日本を守る国民会議（現：日本会議）代表委員を務めた。

## 著書
- 『道徳教育』（金子書房） 1951
- 『道徳教育ノート 教師と親の心構え』（大阪教育図書） 1958
- 『特設「道徳」の考え方 特設時間の問題点』（大阪教育図書） 1958
- 『家庭の道徳』（家政教育社） 1959
- 『「道徳」時間の運営と展開 その理念と具体的方法について』（大阪教育図書） 1960
- 『新道徳教育ノート』（文教書院） 1963
- 『道徳指導の基礎理論』（日本教図） 1967
- 『道徳性と宗教性』（明治図書出版） 1968
- 『道徳と生活指導』（第一法規出版） 1968
- 『「和論語」の研究』（至文堂） 1970
- 『海舟覚え書』（エルム） 1974
- 『小学生をもつ親の本 たくましい子を育てる』（集養団出版部） 1974
- 『わたしの教育ノート』（文教書院） 1976
- 『わたしの人生ノート』（文教書院） 1976
- 『知られざる海舟』（東京書籍） 1977
- 『日本思想の分水嶺』（勁草書房） 1978
- 『王者と道化師』（経済往来社） 1978
- 『和辻倫理学ノート』（東京書籍） 1979
- 『日本人の思想体験』（角川選書） 1979
- 『勝海舟』（国土社） 1980
- 『生き生き子育て論』（玉川大学出版部） 1981
- 『「道徳」時間の研究』（国土社） 1983
- 『統率の原理と心術』（啓正社） 1983、のち改題『上に立つ者の論理』（PHP文庫）
- 『のびのび子育て論』（玉川大学出版部） 1984
- 『職業倫理 自由社会のバックボーンを求めて』（立花書房） 1985
- 『青春の和辻哲郎』（中公新書） 1987、のちPHP文庫
- 『西郷隆盛 幕末・維新の群像』（PHP研究所） 1990、のちPHP文庫
- 『勝海舟』上・下（PHP研究所　1992、新版 上・中・下 2009
- 『改革者たち 上杉鷹山から二宮尊徳まで』（プレジデント社） 1993
- 『忠臣蔵と日本人 日本的心情の回帰点』（PHP研究所） 1994
- 『大石内蔵助を見直す』（学生社） 1997

### 編纂・共著等
- 『私達はどう生きるか 十代からの道徳』（堀秀彦共著、専門図書） 1958
- 『西洋の倫理』（宝文館） 1959
- 『記憶録 西村茂樹遺稿』（日本弘道会） 1961
- 『ドイツ留学のすすめ』（評論社） 1967
- 『勝海舟全集』全24巻（松本三之介, 大口勇次郎と共編、勁草書房） 1970 - 1977
- 『おんなの四季 女妻母主婦をどう生きる』（ぎょうせい） 1976
- 『政治倫理とは何か』（至文堂、現代のエスプリ218） 1985
- 『江戸とは何か 4』（至文堂、現代のエスプリ別冊） 1986
- 『臨教審と教育基本法』（至文堂、現代のエスプリ別冊） 1986
- 『おれの話を心して聞け 勝海舟を育てた父夢酔の実践訓』（力富書房） 1988
- 『海舟余録 「掌記」・「詠草」を読む』（PHP研究所） 1996

### 翻訳・現代語訳
- 『勝海舟自伝 氷川清話』（廣池学園出版部） 1967、のち角川文庫
- 『夢酔独言』（勝小吉、平凡社東洋文庫） 1969、のち平凡社ライブラリー
- 『武士道』（山岡鉄舟、廣池学園事業部） 1969、のち大東出版社、角川選書、のち改題新版『山岡鉄舟の武士道』（角川ソフィア文庫）
- 『ヒューマン・ソサエティ 倫理学から政治学へ』（B・ラッセル、長谷川鉱平共訳、玉川大学出版部） 1981
- 『新訂 海舟座談』（巌本善治編・校注、岩波文庫） 1983、ワイド版 1995